# Redsn0w
RedSn0w est un utilitaire de jailbreak d'iOS destiné aux appareils mobiles Apple développé par la iPhone Dev-Team. Cette application est compatible Mac OS X, Windows et Linux.
Le Jailbreak (ou débridage) permet de modifier le système verrouillé par Apple afin d'installer des extensions ou des thèmes tiers non approuvés par Apple, personnalisant l'apparence du SpringBoard par exemple.
RedSn0w inclut automatiquement le gestionnaire de paquets Cydia, développé par saurik permettant l'installation de diverses extensions modifiant le système de l'appareil.
Il est également possible à l'aide de RedSn0w, de supprimer la fonctionnalité du multitâche sur iOS.
Chaque version de RedSn0w, est destinée à une version bien précise d'iOS et quelquefois à un modèle d'iPhone ou d'iPod Touch particulier. 

## Compatibilité
| iDevice                          | Redsn0w utilisé          | Type de jailbreak | Faille                         |
| -------------------------------- | ------------------------ | ----------------- | ------------------------------ |
| iPhone \|iPhone                  | 3.1.3 (redsn0w 0.9.4)    | Untethered        | Pwnage + Pwnage 2.0            |
| iPhone 3G                        | 4.2.1 (redsn0w 0.9.6b6)  | Untethered        | Pwnage + Pwnage 2.0            |
| iPhone 3GS (ancien bootroom)     | 5.1.1                    | Untethered        | limera1n + 24kpwn              |
| iPhone 3GS (nouveau bootroom)    | 5.1.1 (redsn0w 0.9.12b1) | Untethered        | limera1n + Rocky Racoon        |
| iPhone 4 (GSM)                   | 5.1.1 (redsn0w 0.9.12b1) | Untethered        | limera1n + Rocky Racoon        |
| iPhone 4 (CDMA)                  | 5.1.1 (redsn0w 0.9.12b1) | Untethered        | limera1n + Rocky Racoon        |
| iPhone 4S                        | 5.1.1 (redsn0w 0.9.12b1) | Untethered        | Rocky Racoon                   |
| iPod Touch (première generation) | 3.1.3 (redsn0w 0.9.4)    | Untethered        | Pwnage + Pwnage 2.0            |
| iPod Touch (2e génération)       | 4.2.1 (redsn0w 0.9.10b6) | Untethered        | Steaks4uce + HFS Heap Overflow |
| iPod Touch (3e generation)       | 5.1.1 (redsn0w 0.9.12b1) | Untethered        | limera1n + Rocky Racoon        |
| iPod Touch (4e generation)       | 5.1.1 (redsn0w 0.9.12b1) | Untethered        | limera1n + Rocky Racoon        |
| iPad 1                           | 5.1.1 (redsn0w 0.9.12b1) | Untethered        | limera1n + Rocky Racoon        |
| iPad 2                           | 5.1.1 (redsn0w 0.9.12b1) | Untethered        | Rocky Racoon                   |
| iPad (Le Nouvel iPad)            | 5.1.1 (redsn0w 0.9.12b1) | Untethered        | Rocky Racoon                   |